# Loosduinen
Loosduinen ist ein Stadtbezirk von Den Haag mit rund 54.000 Einwohnern.

## Geschichte
Die erste Erwähnung des Ortes stammt aus dem Jahr 1186, als der spätere Graf Dietrich VII. (Dirk VII.) von Holland Aleida von Kleve in einer „Villa Losdun“ heiratete. In der ersten Hälfte des 13. Jahrhunderts ließen die Grafen von Holland hier ein Kloster bauen, das 1574 aufgehoben wurde. Die frühere Klosterkirche wurde zur Evangelischen Abdijkerk. Nach 1276 wurde Loosduinen zu einem Wallfahrtsort, da beim „Wunder von Loosduinen“ die Gräfin Margarete von Henneberg in diesem Jahr 364 oder 365 winzige („mausgroße“) Kinder geboren haben soll. 
Von 1811 bis 1923 war Loosduinen eine selbstständige Gemeinde, gehört danach zu Den Haag.
Der Name des Ortes rührt daher, dass das ursprüngliche Dorf in einem Dünengebiet lag, das sich durch Verlandung landeinwärts befand – die Dünen spielten beim Schutz vor der Nordsee keine Rolle mehr und waren daher „loze duine“ (dt. falsche Dünen).

## Persönlichkeiten
- Mathilde von Brabant, († 21. Dezember 1267), Tochter des Herzogs Heinrich I. von Brabant und Ehefrau des Grafen Florens IV. von Holland, wurde in Loosduinen begraben
- Vincent van Gogh malte 1883 das Bild „Bauernhäuser in Loosduinen“
- Piet Moeskops (1893–1964), Radrennfahrer
- Mien van Bree (1915–1983), Radrennfahrerin